# Last Orders
Pour l’article homonyme, voir Last Orders (film).
 (août 2022).
La mise en forme du texte ne suit pas les recommandations de Wikipédia : il faut le « wikifier ».
Les points d'amélioration suivants sont les cas les plus fréquents. Le détail des points à revoir est peut-être précisé sur la page de discussion.
- Les titres sont pré-formatés par le logiciel. Ils ne sont ni en capitales, ni en gras.
- Le texte ne doit pas être écrit en capitales (les noms de famille non plus), ni en gras, ni en italique, ni en « petit »…
- Le gras n'est utilisé que pour surligner le titre de l'article dans l'introduction, une seule fois.
- L'italique est rarement utilisé : mots en langue étrangère, titres d'œuvres, noms de bateaux, etc.
- Les citations ne sont pas en italique mais en corps de texte normal. Elles sont entourées par des guillemets français : « et ».
- Les listes à puces sont à éviter, des paragraphes rédigés étant largement préférés. Les tableaux sont à réserver à la présentation de données structurées (résultats, etc.).
- Les appels de note de bas de page (petits chiffres en exposant, introduits par l'outil «  Source ») sont à placer entre la fin de phrase et le point final[comme ça].
- Les liens internes (vers d'autres articles de Wikipédia) sont à choisir avec parcimonie. Créez des liens vers des articles approfondissant le sujet. Les termes génériques sans rapport avec le sujet sont à éviter, ainsi que les répétitions de liens vers un même terme.
- Les liens externes sont à placer uniquement dans une section « Liens externes », à la fin de l'article. Ces liens sont à choisir avec parcimonie suivant les règles définies. Si un lien sert de source à l'article, son insertion dans le texte est à faire par les notes de bas de page.
- La présentation des références doit suivre les conventions bibliographiques. Il est recommandé d'utiliser les modèles {{Ouvrage}}, {{Chapitre}}, {{Article}}, {{Lien web}} et/ou {{Bibliographie}}. Le mode d'édition visuel peut mettre en forme automatiquement les références.
- Insérer une infobox (cadre d'informations à droite) n'est pas obligatoire pour parachever la mise en page.

Pour une aide détaillée, merci de consulter Aide:Wikification.
Si vous pensez que ces points ont été résolus, vous pouvez retirer ce bandeau et améliorer la mise en forme d'un autre article.
Last Orders est un roman de l'écrivain britannique Graham Swift, lauréat du prix Booker en 1996. En 2001, il a été adapté avec le film Last Orders de l'écrivain et réalisateur australien Fred Schepisi.
Le récit utilise de nombreux flashbacks pour raconter l'histoire alambiquée des relations entre un groupe d'anciens combattants qui vivent dans le même coin de Londres, l'épine dorsale de l'histoire étant le voyage du groupe de Bermondsey à Margate pour disperser les cendres de Jack Dodds dans la mer, conformément à ses dernières volontés. Le récit est divisé en courtes sections racontées par les personnages principaux ainsi que des mises à jour tout au long du voyage à Old Kent Road, New Cross, Blackheath, Dartford, Gravesend, Rochester, Chatham Naval Memorial et la cathédrale de Canterbury. Le titre Last Orders, c'est-à-dire « dernières commandes » fait non seulement référence à ces instructions telles que stipulées dans le testament de Jack Dodd, mais fait également allusion aux « dernières commandes (du jour) » - la dernière série de verres à commander avant la fermeture d'un pub, car la boisson était un passe-temps favori de Jack et des autres personnages. En traduction française, le roman porte le titre de La Dernière Tournée (Gallimard, 1997).
L'intrigue et le style sont influencés par Tandis que j'agonise de William Faulkner. En juin 1996, Swift a déclaré qu'il s'agissait d'un hommage au livre de Faulkner, mais qu'il y avait diverses différences.
Jack Dodds : un boucher, mari d'Amy. Sa mort d'un cancer à l'hôpital St Thomas fait se rassembler quatre hommes qui entreprennent un voyage pour disperser ses cendres. Joué par Michael Caine dans le film.
Vince Dodds : un vendeur de voitures d'occasion. Fils adoptif de Jack et Amy Dodds, lorsque ses parents biologiques (les Pritchetts) ont été tués lors du Blitz de Londres. Joué par Ray Winstone dans le film.
Ray 'Lucky' Johnson : un agent d'assurance, qui a une capacité étonnante à parier sur les bons chevaux. Le narrateur principal du livre. A combattu pendant la guerre aux côtés de Jack Dodds, qui lui a sauvé la vie. Sa femme Carol l'a quitté pour un autre homme, et il a une fille, Susie, qui vit en Australie. Ray est attiré par Amy Dodds, épouse de Jack, avec qui il a eu une relation dans le passé. Joué par Bob Hoskins dans le film.
Lenny 'Gunner' Tate : Compagnon de beuverie de Jack Dodds. Homme détonant dans le groupe, et instigateur de nombreux conflits. La fille de Lenny, Sally, a eu une relation avec Vince Dodds et est tombée enceinte avant d'épouser un taulard. Joué par David Hemmings dans le film.
Vic Tucker : un entrepreneur de pompes funèbres. L'épine dorsale du groupe, qui sert de médiateur et maintient la paix lorsque des conflits surviennent. De nombreux parallèles sont établis entre la profession de Jack et celle de Vic, dans la mesure où ils manipulent tous les deux des corps. Joué par Tom Courtenay dans le film.
Amy Dodds : la femme de Jack, qui refuse de rejoindre les hommes lorsqu'ils dispersent les cendres de Jack. Amy et Jack avaient une fille handicapée mentale, June. Le jour où les quatre hommes se rendent à Margate pour disperser les cendres, Amy rend visite à June dans une institution. Joué par Helen Mirren dans le film.
Mandy Dodds : A quitté sa maison de Blackburn à 15 ans et s'est rendue à Londres. Au Smithfield Meat Market, elle a rencontré Jack qui lui a proposé un travail, une pension et un logement dans sa maison. Elle a ensuite épousé le fils adoptif de Jack, Vince.